# Adam Radwan
Pour les articles homonymes, voir Radwan.
Pas d'image ? Cliquez ici

a Compétitions nationales et continentales officielles uniquement.

b Matchs officiels uniquement.
Dernière mise à jour le 3 février 2025.
Adam Radwan, né le 30 décembre 1997 à Osmotherley (Angleterre), est un joueur international anglais de rugby à XV jouant au poste d'ailier avec les Leicester Tigers en Premiership.

## Biographie

### Jeunesse et formation
Adam Radwan est le fils d'un père égyptien. Il commence à jouer au rugby à XV à l'âge de douze ans, initié par un ami qui joue au Middlesbrough RUFC (en). Marquant sept essais lors de son deuxième match en tant qu'ailier, il est depuis ancré à ce poste. Plus tard, il part jouer au Billingham RUFC (en), avant de commencer sa carrière professionnelle avec les Newcastle Falcons. Peu après, il joue en prêt avec le Darlington Mowden Park RFC (en) en National League One entre 2016 et 2018,.

### Carrière professionnelle
Adam Radwan fait ses débuts avec l'équipe première des Newcastle Falcons contre les Saracens en Coupe anglo-galloise lors de la saison 2016-2017. Lors de la saison suivante, il fait ses débuts dans le Championnat d'Angleterre et le Challenge européen, où deux triplés contre Enisey-STM, l'aide à finir meilleur marqueur d'essai de la compétition avec dix unités. Il est aussi désigné révélation de la saison en Coupe anglo-galloise.
En 2018-2019, l'ailier marque son premier essai en Championnat contre les Bristol Bears et en Coupe d'Europe contre Édimbourg Rugby.
En juillet 2021, Adam Radwan fait ses débuts avec l'équipe d'Angleterre contre le Canada, marquant trois essais et devient le premier joueur d'origine égyptienne à jouer pour le « XV de la Rose ». Il obtient une deuxième sélection quelques mois plus tard, inscrivant son quatrième essai international contre les Tonga, slalomant dans la défense adverse.
Cependant, à cause d'une baisse de forme en club de Radwan lors de la saison suivante, il n'est retenu pour aucune rencontre de l'Angleterre, ni pour la préparation pour la Coupe du monde 2023.
En janvier 2025, il quitte les Newcastle Falcons avec effet immédiat, après 128 rencontres disputées et 59 essais marqués, afin de rejoindre les Leicester Tigers. Pour sa première saison, il perd la finale du championnat d'Angleterre face à Bath Rugby sur le score de 23 à 21.

## Style de jeu
Adam Radwan fait partie des joueurs les plus rapides du Championnat d'Angleterre, ayant été chronométré en 10 s 72 sur 100 mètres.

## Palmarès

### En club
- Newcastle Falcons
  - Vainqueur du Championnat d'Angleterre de 2e division en 2020.
- Leicester Tigers
  - Finaliste du Championnat d'Angleterre en 2025.

### Distinctions personnelles
- Meilleur marqueur d'essais du Challenge européen en 2018 (10 essais).